# Accident ferroviaire de Saint-Jacques-de-Compostelle
L'accident ferroviaire de Saint-Jacques-de-Compostelle résulte de l'excès de vitesse et du déraillement du train Alvia 151 survenu le 24 juillet 2013 à 20 h 41, peu avant la gare de Saint-Jacques-de-Compostelle, en Galice, dans le nord-ouest de l'Espagne. Quelques jours après la catastrophe, le bilan définitif fait état de 79 morts et de l'ordre de 140 blessés. 
Le train de la Renfe, qui transportait 218 passagers et 4 employés, assurait la liaison partiellement à grande vitesse entre Madrid-Chamartin et Ferrol. L’accident, qui s'est produit à la veille de la Saint-Jacques, est considéré comme le second plus grave de l'histoire du pays, juste après celui de Torre del Bierzo en 1944. C'est aussi le premier accident sur une liaison à grande vitesse espagnole.
Le juge chargé de l'enquête souligne l'absence de système de freinage automatique avant le virage serré où s'est produit l'accident et a mis en examen 11 personnes pour homicide par imprudence.

## Description
À 20 h 41 CEST (18 h 41 UTC) le 24 juillet 2013,, un train RENFE S-730, qui assure la liaison entre les gares de Madrid-Chamartín et Ferrol, déraille peu après un tunnel, dans une courbe à gauche de faible rayon au lieu-dit « A Grandeira ». Ce virage, presque à angle droit, assurant la liaison entre la ligne à grande vitesse (200 km/h) et la gare située sur le réseau classique, est situé à environ trois kilomètres en amont de la gare de Saint-Jacques-de-Compostelle. La ligne contourne Angrois (es), le quartier au sud de la ville où se situe « A Grandeira », par plusieurs courbes serrées, ce qui impose une vitesse modérée aux convois sur cette section.
Sur cette ligne mixte, dont des portions ne sont pas encore électrifiées, chaque motrice électrique est attelée à un fourgon-générateur équipé d'un moteur Diesel électrogène qui  prend le relais de la caténaire pour fournir l'électricité aux moteurs de traction. Le convoi dispose ainsi de deux motrices aux extrémités, chacune associée à son fourgon-générateur, le tout encadrant le convoi de voitures.
En raison de la vitesse excessive du convoi dans cette courbe à faible rayon, le fourgon-générateur de tête, très lourd, bascule en entrainant la motrice et la première voiture puis l'ensemble de la rame déraille et heurte violemment la paroi en béton bordant la voie. Toute la rame déraille, soit les huit voitures passagers, la voiture-restaurant ainsi que la motrice de queue et son fourgon-générateur. Une voiture est projetée sur la route surplombant la courbe, quatre autres se couchent et le fourgon arrière prend feu. La rame transportait 218 passagers et quatre employés de la Renfe au moment de l'accident.

## Causes
Le déraillement du train serait dû à une vitesse largement excessive par rapport à la courbure de la voie. L'analyse des boîtes noires indique que le train a abordé la courbe à 195 km/h et que sa vitesse était encore de 179 km/h au moment du déraillement. En l'absence de limitation de vitesse spécifique, la vitesse de référence de la courbe indiquée sur la feuille de route est de 80 km/h sur le tronçon de la voie où a eu lieu l'accident. Il s'agit d'une courbe serrée, située dans la banlieue de Saint-Jacques, à un endroit où la ligne à grande vitesse n'est pas encore dissociée du tracé de la ligne historique.
Lors de son inauguration le 10 décembre 2011, cette courbe avait déjà mis à mal le confort des passagers du train inaugural. 
Ce tronçon n'est pas équipé du système européen de contrôle des trains (ETCS), qui permet la limitation automatique de la vitesse,. L'ETCS n'est obligatoire, d'après la directive européenne, qu'au-delà de 200 km/h. 
Le tronçon de ligne concerné par l'accident est équipé du système de sécurité espagnol ASFA (Anuncio de señales y frenado automatico) qui répète les indications en cabines, mais ne ralentit pas le train en cas de vitesse excessive (ce n'est qu'un système de signalisation). Ce système est ainsi moins perfectionné que l'ETCS qui est lui installé — sans être mis en service — quelques kilomètres plus tôt sur la ligne. Les trains Alvia n'utilisent pas le système ETCS en raison de problématiques d'interopérabilité et de compatibilité. Le syndicat SEMAF critique le fait que le tronçon impliqué ne soit pas équipé du système ETCS, au motif que[réf. nécessaire] ce tronçon n'est pas à grande vitesse, alors qu'il n'est relié qu'à la seule LGV et est parcouru par des trains à grande vitesse. Toutefois, pour le gestionnaire de réseau, le système ASFA est suffisant pour une entrée d'agglomération.
La défaillance du système de freinage est également mise en cause. Par radio, le conducteur du train a crié « Je devrais être à 80 km/h, je vais à 190 km/h ». Il a indiqué aux enquêteurs avoir aperçu l'alarme s'activer et, à la suite de cela, avoir déclenché un freinage, lequel aurait tardé à se produire.
Le second conducteur devait être occupé à réinitialiser le système d'air conditionné qui a été défaillant deux fois juste avant l'accident.
Le conducteur répondait sur son téléphone mobile professionnel pendant les deux minutes et six kilomètres précédant l'accident, au moment où le freinage aurait dû être déclenché.
Le conducteur ne s'est rendu compte de sa position que lorsqu'il a vu la courbe et a cessé de téléphoner. Il a alors activé tous les freins, mais il était trop tard pour pouvoir arrêter le train avant la courbe.
Le fait que le train Talgo soit léger et que les voitures ne comportent qu'un seul essieu aurait pu être un facteur aggravant concernant le nombre de victimes du fait d'une moindre résistance.

### Chronologie
L'analyse des boîtes noires a permis d'établir la chronologie suivante :
- 20 h 39 min 6 s : le train roule à 199 km/h quand le téléphone du conducteur sonne,
- 20 h 39 min 15 s : le conducteur engage la conversation au téléphone,
- 20 h 40 min 55 s : le conducteur cesse de parler ; le train roule à 195 km/h,
- 20 h 41 min 6 s : les boîtes noires enregistrent le bruit du déraillement ; la vitesse du train est de 179 km/h,
- 20 h 41 min 10 s : le frein d'urgence est actionné ; la vitesse mesurée est de 153 km/h,
- 20 h 41 min 16 s : le bruit du déraillement cesse.

## Coordination des secours
Les secours ne se sont coordonnés que tardivement, ce qui a révélé des déficiences et la faible réactivité des services concernés (Adif, Renfe, pompiers, police, 112, etc.).

## Réactions
Les cérémonies prévues dans la ville de Saint-Jacques-de-Compostelle en l'honneur de saint Jacques, patron de la ville, et qui devaient avoir lieu le lendemain, sont annulées par les autorités locales. Le président du gouvernement espagnol Mariano Rajoy, d’autant plus affecté par cet accident qu’il est natif de Saint-Jacques-de-Compostelle, a exprimé sa solidarité aux victimes à la suite de ce « terrible accident ferroviaire à Santiago », et s'est rendu sur les lieux de l'accident. Avant l'annonce du bilan provisoire, le président de la Junte de Galice Alberto Núñez Feijóo explique à la radio qu'« il n'y aura pas moins de 45 morts » et parle de « scène dantesque »,,. Plus de 320 policiers ont été déployés sur le lieu de l'accident. Le roi Juan Carlos et le prince-héritier Felipe ont annoncé qu'ils suspendaient leurs activités officielles en signe de deuil. Le roi et la reine se sont également rendus au chevet des blessés dans un hôpital de Saint-Jacques-de Compostelle.
Trois jours de deuil national ont été décrétés par le gouvernement espagnol, étendus à sept dans la région de Galice. Par ailleurs, une minute de silence a été observée aux championnats du monde de natation, qui se déroulent à Barcelone.

## Enquêtes
Deux enquêtes ont été lancées, l'une judiciaire, l'autre administrative, menée par la Comisión de Investigación de Accidentes Ferroviarios (es), une commission d'enquête du ministère espagnol de l'Équipement. Le groupe Bombardier a annoncé l'envoi de personnel sur place pour collaborer à l'enquête. 
Dans ce cadre, Francisco José Garzón Amo, conducteur du train accidenté, a été entendu.
Il avait posté, sur son profil du réseau social Facebook, une photographie prise depuis la cabine de conduite ; le tachymètre y indiquait une vitesse de 200 km/h. Cette photographie n'indique cependant pas si elle a été prise sur un tronçon limité à une vitesse inférieure, sachant qu'une telle vitesse de 200 km/h est classique dans le domaine ferroviaire,
.
Les enquêtes de la CIAF durent environ neuf mois et peuvent conduire à des recommandations et éventuellement suggérer des améliorations de signalisation, le facteur humain étant généralement privilégié.
Le conducteur de train et 10 responsables de la sécurité de l'Adif ont été mis en examen pour homicide par imprudence par le juge Luis Alaez qui a dénoncé l'absence du système de freinage automatique européen ETCS sur le tronçon où l'accident s'est produit . Au terme de l'instruction en octobre 2015, seul le conducteur du train est poursuivi.

## Galerie

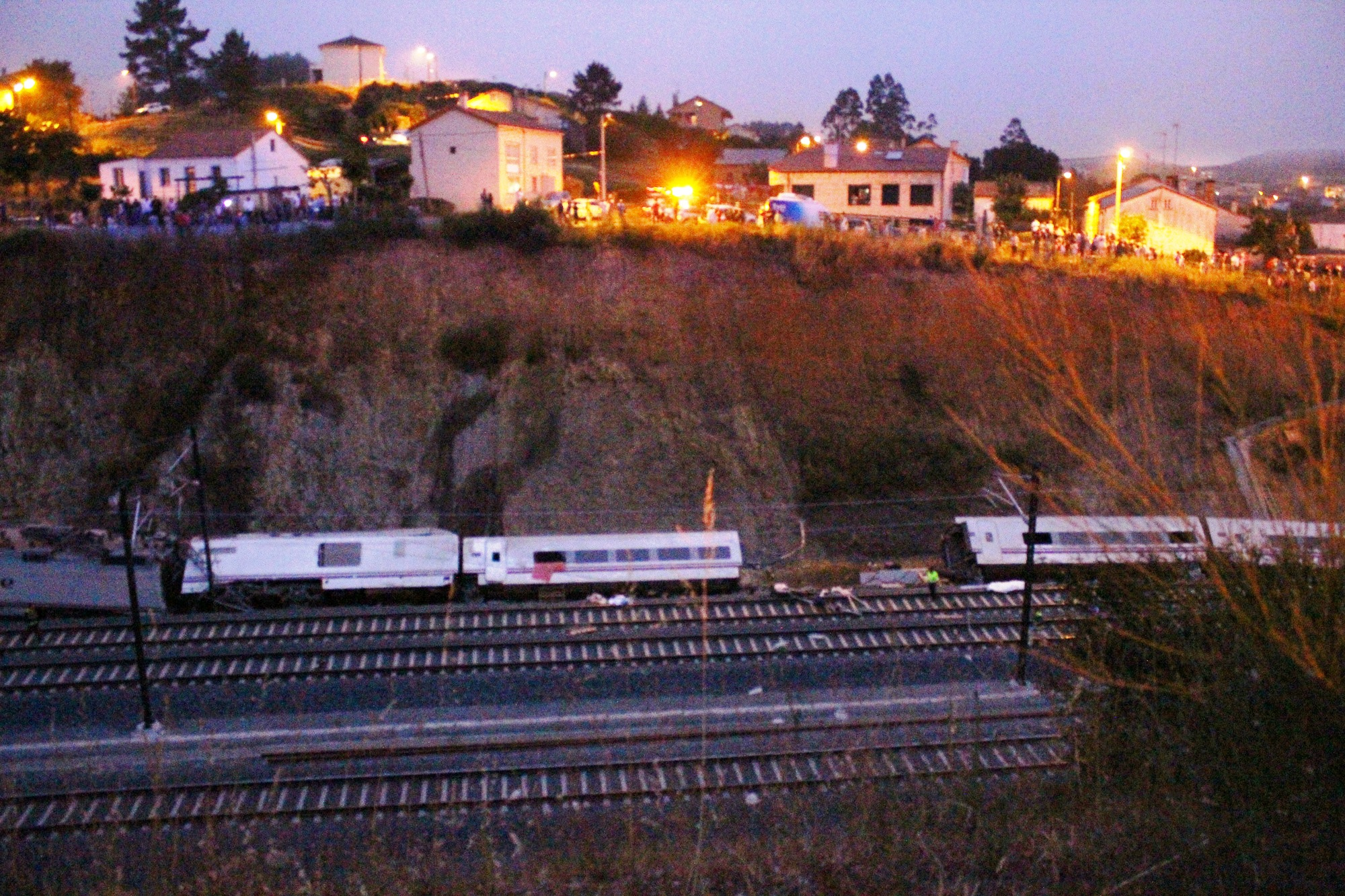
Le train sorti des rails.
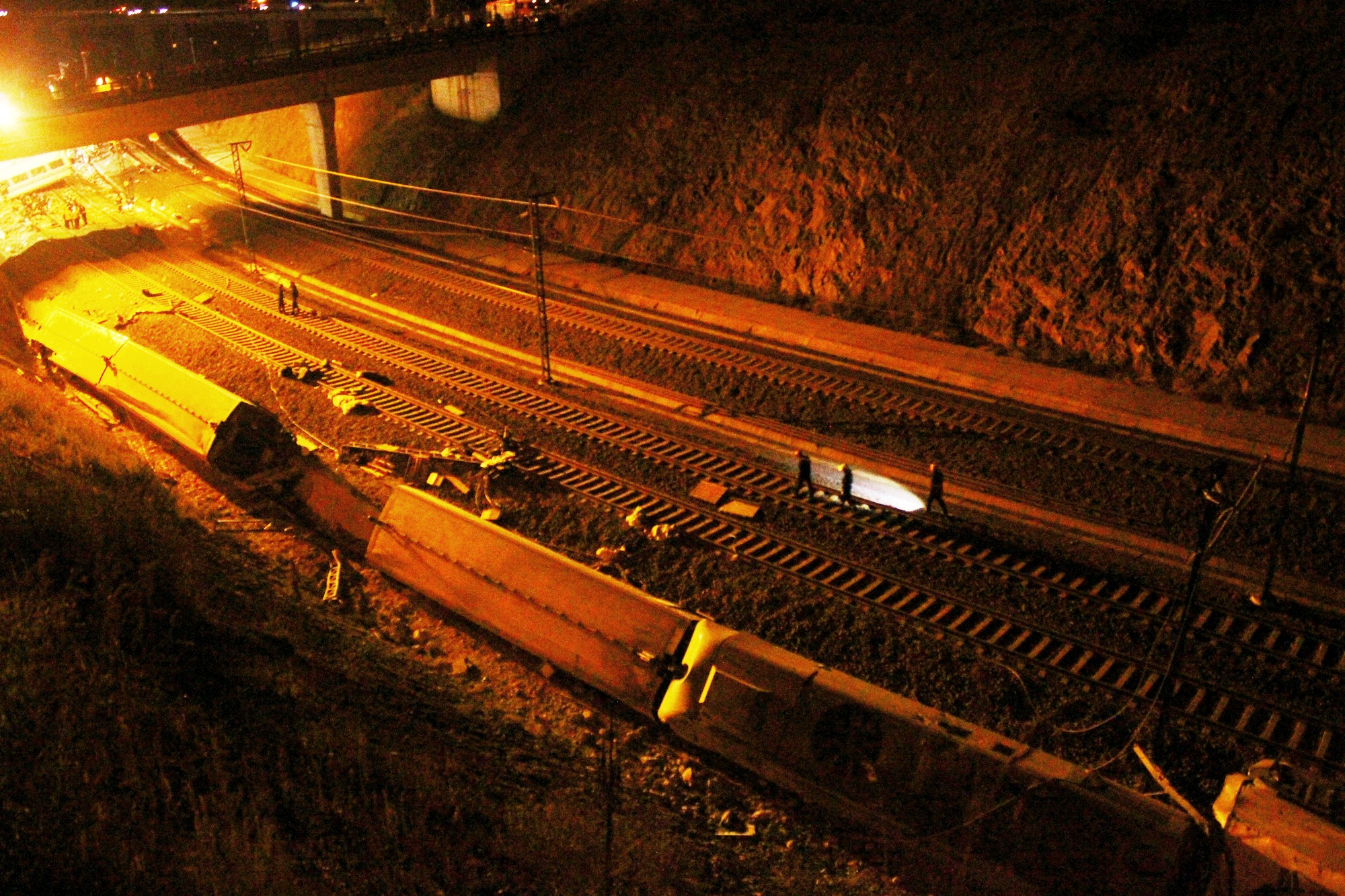
Des voitures accidentées.
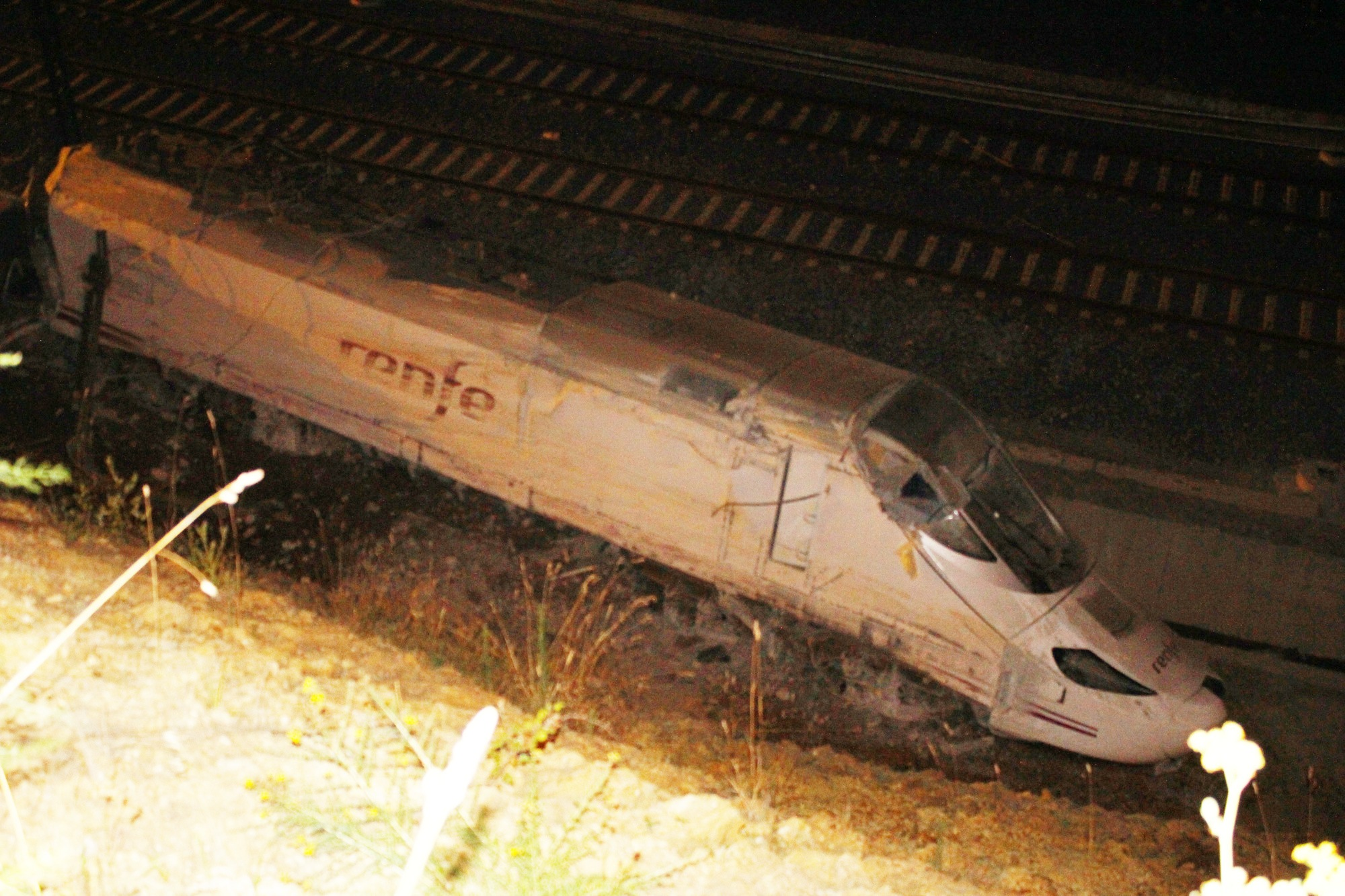
La motrice de tête endommagée.
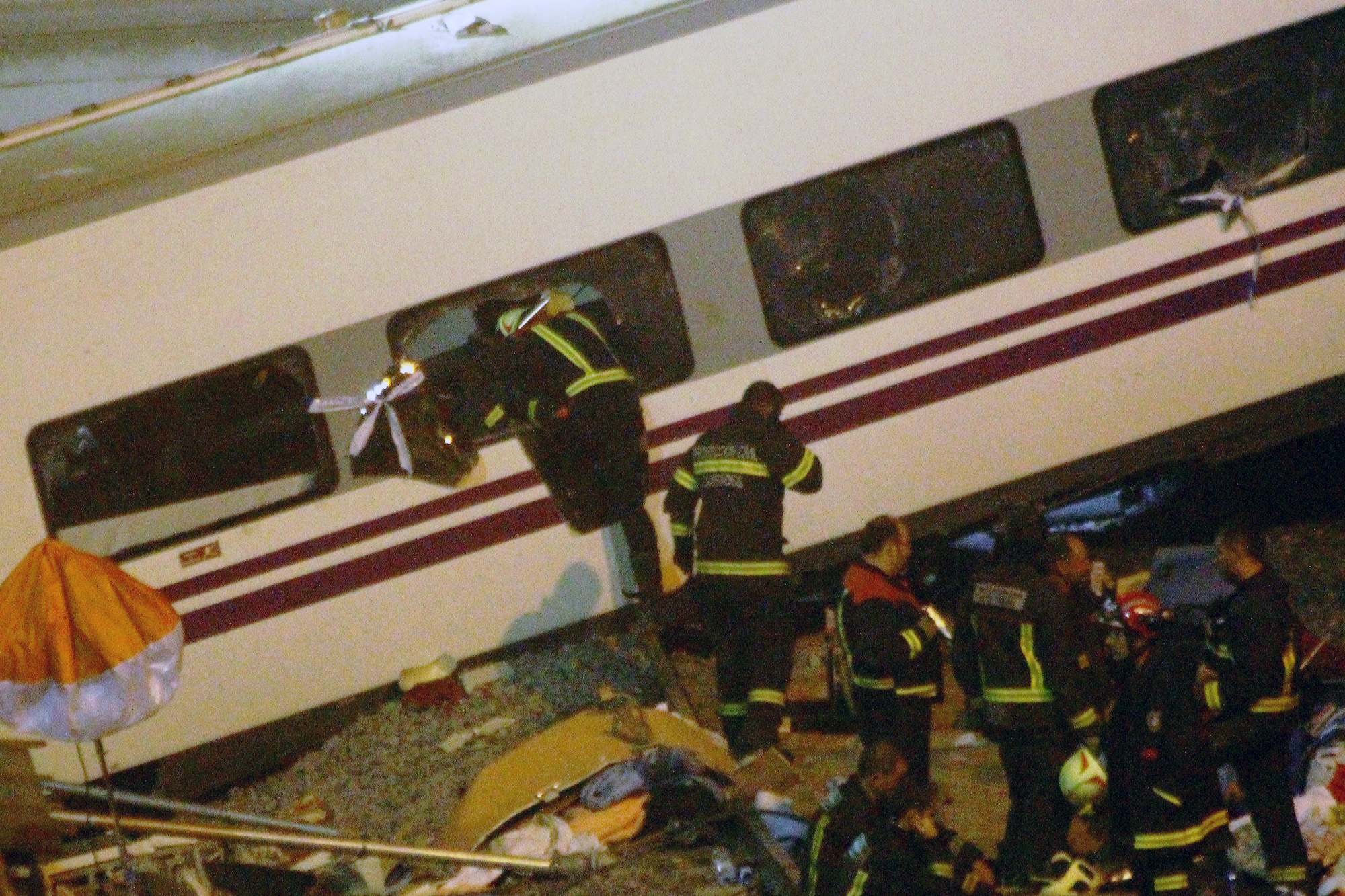
Les secours s’affairent près d’une voiture accidentée.
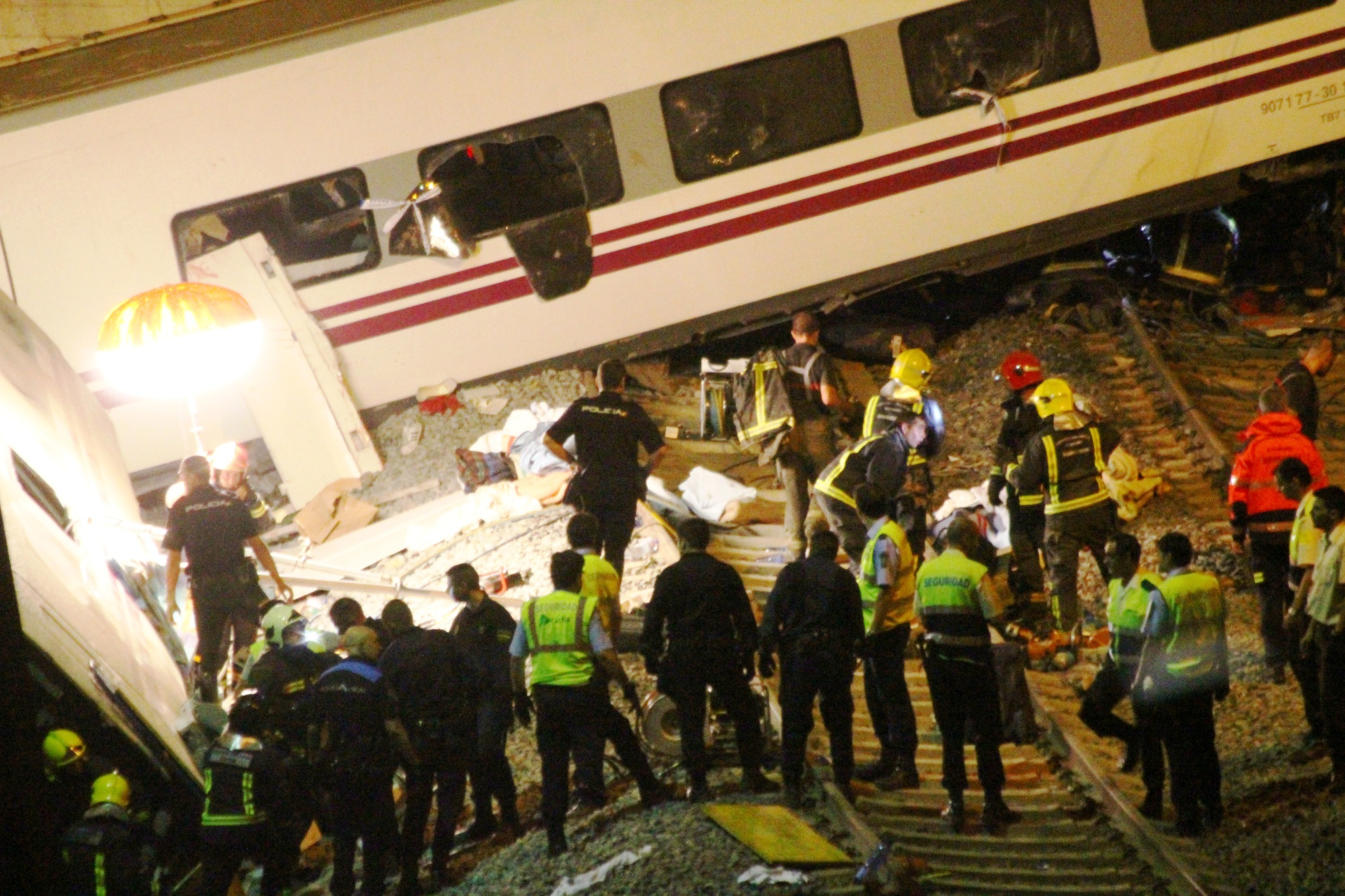
Les secours.